# نمر ملطخ
النمر الملطخ (الاسم العلمي: Neofelis nebulosa) هو نوع من السنوريات، ينتمي لجنس القطط الجديدة neofelis ضمن أسرة النمرية، ليس معروفاً بقدر النمريات الأخرى: (الأسد، الببر، النمر واليغور) وهو نوع منتشر عبر عدة بلدان آسيوية. وتعتبره منضمة حماية الطبيعة كنوع مهدد بالانقراض.

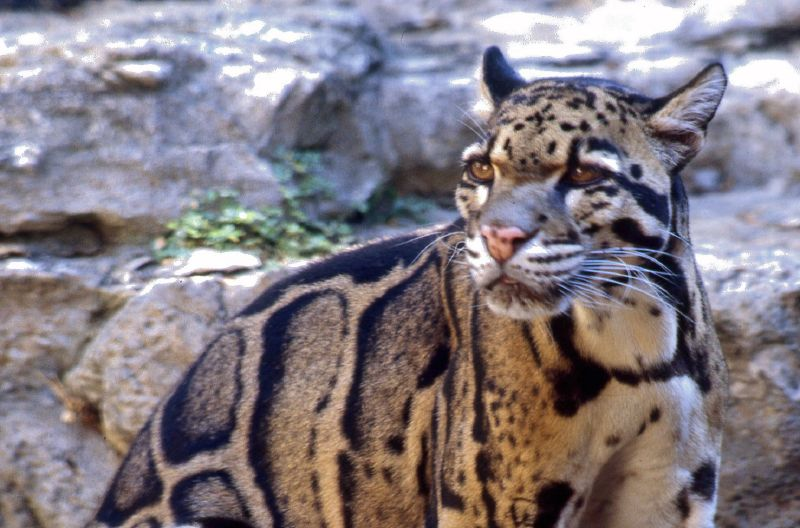
النمر الملطخ

يعتبر هذا السنور متوسط الحجم إذ طوله يتراوح ما بين 65 سنتيمتر إلى 110 سنتيمتراً. لونه يميل إلى الرمادي البني ويحتوي على بقع شبيهة بأشكال الغيوم وهو سبب تسميته إذ أن كلمة الملطخ تعني المتغيم. ويحتل ذيله نصف طول جسمه، أما الأنياب فهي تعتبر أطول الأنياب في فصيلة السنوريات الحالية.

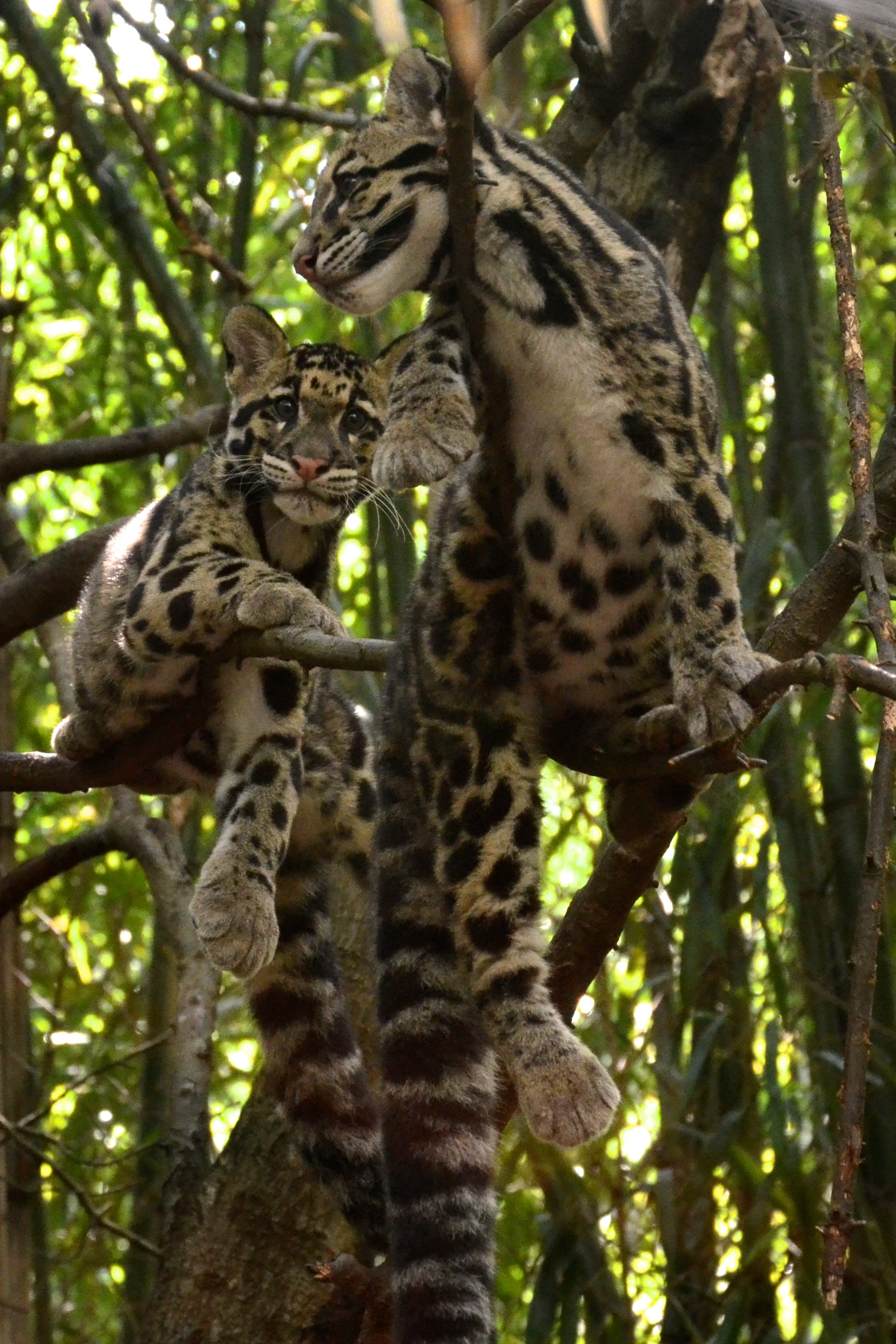
نمران ملطخان

تمتد مساحة انتشاره على نطاق واسع؛ إذ تمتد من النيبال غرباً وجنوب شرق الصين شمالاً إلى جزر سوندا الإندونيسية جنوباً.
لقد اكتشف النوع سنة 1821 على يد عالم بريطاني يدعى إدوارد غريفيث. لا يوجد له أعداء في البرية باستثناء البشر.